# Autovía A-42
Die Autovia A-42 oder Autovía de Toledo ist eine Autobahn in Spanien. Die Autobahn beginnt in Madrid und endet in Toledo.

## Abschnitte
| Position | Kurzbezeichnung des Abschnitts | Abschnitt | km      | Eröffnung                                    |
| -------- | ------------------------------ | --- | ------- | -------------------------------------------- |
| 1        | A-42                           | Madrid (süd) Puente de Praga M-30 Madrid Sur Puente de Praga-Madrid (süd) - Plaza de Elipitica Madrid (süd) Plaza de Eliptica - Madrid Sur Orcasitas | 0,4 1,3 | 1952 19682 1981                              |
| 2        | A-42                           | Madrid Sur Orcasitas-Getafe (nord) | 5,1     | 1978                                         |
| 3        | A-42                           | Variante Getafe | 4,1     | 1953 (erste Fahrbahn) 1986 (zweite Fahrbahn) |
| 4        | A-42                           | Getafe-Parla | 5       | 1987                                         |
| 5        | A-42                           | Variante Parla | 5       | 1978                                         |
| 6        | A-42                           | Parla (süd)- Torrejón de la Calzada (süd) | 4,1     | 1953 (erste Fahrbahn) 1986 (zweite Fahrbahn) |
| 7        | A-42                           | Torrejón de la Calzada (süd)-Illescas | 5,4     | 1987                                         |
| 8        | A-42                           | Illescas-Yuncos (süd) | 10,6    | 1984                                         |
| 9        | A-42                           | Yuncos (süd)-Cabañas de la Sagra (nord) | 6,1     | 1989                                         |
| 10       | A-42                           | Variante Cabañas de la Sagra | 5,2     | 1987                                         |
| 11       | A-42                           | Cabañas de la Sagra (süd)-Toledo (nord) | 13,1    | 1990                                         |
| 12       | A-42                           | nördlicher Zugang Toledo | 1,6     | 1987                                         |
| 13       | A-42                           | Ostumfahrung Toledo | 4,5     | 1989                                         |
| 14       | A-42                           | südlicher Zugang Toledo | 4,7     | 1988                                         |

## Streckenführung
| Position | höhst zulässige Geschwindigkeit (km/h) | km         | Richtung (Toledo) | Richtung (Madrid) | Anschluss an            |  |
| -------- | -------------------------------------- | ---------- | --- | --- | ----------------------- |  |
| 1        | 50                                     |            | Beginn der Autovía de Toledo                                                                                                 | Ende der Autovía de Toledo Pº de Sta. María de la Cabeza                                                                        | MA-30                   |  |
| 2        | 50                                     | 2A         | M-30 (beide Richtungen)A-4 Córdoba A-3 Flughafen A-2 A-1 A-5 Badajoz A-6                                                     | A-5 Badajoz A-6 | MA-30                   |  |
| 3        | 50                                     | 2B         | | A-4 Córdoba A-3 Flughafen A-2 A-1                                                                                               | MA-30                   |  |
| 4        | 50                                     |            | Vía Lateral Calle Antonio López                                                                                              | |                         |  |
| 5        | 50                                     |            | Vía Lateral | |                         |  |
| 6        | 70                                     | 4          | vía de servicio Pza. de Fernández Ladreda                                                                                    | Pza. de Fernández Ladreda |                         |  |
| 7        | 70                                     | 5          | vía de servicio Villaverde - Orcasitas avda. Poplas cementerio - tanatorio                                                   | vía de servicio Villaverde - Orcasitas avda. Poplas cementerio - tanatorio                                                      |                         |  |
| 8        | 90                                     | 6          | R-5 A-5 A-6 M-607 A-1vía de servicioA-4 R-4 A-3 R-3 Flughafen A-2 IFEMA                                                      | | M-40 (beide Richtungen) |  |
| 9        | 90                                     | 6A         | | R-5 A-5 A-6 M-607 A-1 | M-40                    |  |
| 10       | 90                                     | 6B         | | A-4 R-4 A-3 R-3 Flughafen A-2 IFEMA                                                                                             | M-40                    |  |
| 11       | 90                                     |            | Camino de servicio | |                         |  |
| 12       | 90                                     | 7          | Polígono Arroyo de Butarque                                                                                                  | |                         |  |
| 13       | 90                                     |            | Cambio de sentido | Cambio de sentido |                         |  |
| 14       | 90                                     | 9A         | Einkaufszentrum Leganés | |                         |  |
| 15       | 90                                     | 9B         | Villaverde | |                         |  |
| 16       | 90                                     | 9          | Leganés-Villaverde | |                         |  |
| 17       | 90                                     | 10         | vía de servicio Einkaufszentrum Krankenhaus Universität Getafe El Bercial M-406 LeganésA-4 R-4 Córdoba A-3 R-3 Flughafen A-2 | vía de servicio M-45 (beide Richtungen)E-5 A-4 Córdoba A-3 Flughafen A-2 Getafe (nord) Villaverde M-40 E 90 A-5 Badajoz A-6 A-1 | M-45                    |  |
| 18       | 90                                     | 11         | | Einkaufszentrum Universität Getafe Las Margaritas - El Bercial                                                                  |                         |  |
| 19       | 90                                     | 12         | | Getafe (Stadt) Leganés Krankenhaus                                                                                              | M-406                   |  |
| 20       | 90                                     |            | vía de servicio | |                         |  |
| 21       | 90                                     |            | 13 | Getafe Av.Reyes Católicos |                         |  |
| 22       | 70                                     | 14A        | Sector 3 (nord) Einkaufszentrum                                                                                              | |                         |  |
| 23       | 70                                     | 14B        | Getafe (süd) Madrid - Córdoba                                                                                                | M-406 A-4 |                         |  |
| 24       | 70                                     | 14         | | Getafe (süd) Madrid - Córdoba                                                                                                   | M-406 A-4               |  |
| 25       | 90                                     |            | | Camino de servicio |                         |  |
| 26       | 90                                     | 15A        | Getafe Sektor 3 (süd) | |                         |  |
| 27       | 90                                     | 15         | | Getafe Sektor 3 (süd) Einkaufszentrum                                                                                           |                         |  |
| 28       | 90                                     | 15B        | M-506 Pinto FuenlabradaZoll R 4 Córdoba A-4 A-3 R-3 Flughafen A-2 Zoll R-5 Badajoz A-5 A-6                                   | | M-50 (beide Richtungen) |  |
| 29       | 90                                     | 16         | | R 4 Córdoba A-4 A-3 R-3 Flughafen A-2R-5 Badajoz A-5 A-6                                                                        | M-50 (beide Richtungen) |  |
| 30       | 90                                     | 17         | vía de servicio Industriegebiet                                                                                              | Pinto Fuenlabrada | M-506                   |  |
| 31       | 90                                     | 18         | Industriegebiet | |                         |  |
| 32       | 90                                     |            | vía de servicio | vía de servicio |                         |  |
| 33       | 90                                     | 19A        | Industriegebiet | |                         |  |
| 34       | 90                                     | 19B        | Parla (nord) Pinto | | M-408                   |  |
| 35       | 90                                     | 19         | Parla (Stadt) | Parla (Stadt) | M-408                   |  |
| 36       | 120                                    | 20-21      | Parla (Stadt) | |                         |  |
| 37       | 120                                    | 24-25      | vía de servicio Krankenhaus Parla (süd)-Torrejón de la Calzada-Griñón-Humanes-Moraleja de Enmedio                            | vía de servicio Krankenhaus Parla (süd) Moraleja de Enmedio                                                                     | M-410                   |  |
| 38       | 120                                    | 27         | Torrejón de la Calzada-Griñón                                                                                                | Torrejón de la Calzada-Griñón                                                                                                   | M-404                   |  |
| 39       | 120                                    | 28         | Industriegebiet Centro de Conservación y Explotación                                                                         | Torrejón de la Calzada Industriegebiet Centro de Conservación y Explotación                                                     |                         |  |
| 40       | 120                                    |            | Camino de servicio | |                         |  |
| 41       | 120                                    | 30A        | Casarrubuelos | | M-417                   |  |
| 42       | 120                                    | km. 30     | Kastilien-La Mancha Provinz Toledo                                                                                           | Autonome Gemeinschaft Madrid |                         |  |
| 43       | 120                                    | 30B        | vía de servicio | | M-417                   |  |
| 44       | 120                                    | 30         | | Casarrubuelos Industriegebiet                                                                                                   | M-417                   |  |
| 45       | 120                                    | 32         | vía de servicio señorío de Illescas                                                                                          | |                         |  |
| 46       | 120                                    | 33         | Industriegebiet von Illescas cambio de sentido                                                                               | Illescas (nord) Industriegebiet                                                                                                 |                         |  |
| 47       | 120                                    | 35         | Illescas (Stadt) Ugena Yeles-Esquivias                                                                                       | Illescas (Stadt) Ugena Yeles-Esquivias                                                                                          | CM-4008 CM-4010         |  |
| 48       | 120                                    | 36-37      | Illescas (süd) | Illescas |                         |  |
| 49       | 120                                    | 38         | CM-43 CM-4001 A-4 Zoll R-4 E 90 A-5 Badajoz                                                                                  | CM-43 CM-4001 A-4 Zoll R-4 E 90 A-5 Badajoz                                                                                     | CM-41                   |  |
| 50       | 120                                    | 40         | Yuncos Numancia de la Sagra Zoll AP-41 Madrid-Toledo                                                                         | Yuncos Numancia de la Sagra Zoll AP-41 Madrid-Toledo                                                                            | CM-4004                 |  |
| 51       | 120                                    |            | vía de servicio | |                         |  |
| 52       | 120                                    | 44         | Yuncos | |                         |  |
| 53       | 120                                    |            | Camino de servicio | Camino de servicio |                         |  |
| 54       | 120                                    | 47         | Yuncler Lominchar | Yuncler Lominchar Recas |                         |  |
| 55       | 120                                    | 48         | Recas | estación de Villaluenga |                         |  |
| 56       | 120                                    | 49         | Villaluenga de la Sagra | Villaluenga de la Sagra | TO-4511 V               |  |
| 57       | 120                                    | 50         | Cabañas de la Sagra aparcamiento viabilidad invernal                                                                         | Cabañas de la Sagra aparcamiento viabilidad invernal                                                                            |                         |  |
| 58       | 120                                    | 55         | Yunclillos-Magán-Mocejón Centro de conservación y explotación                                                                | Cabañas de la Sagra cambio de sentido Centro de conservación y explotación                                                      |                         |  |
| 59       | 120                                    | 56         | | Magán-Yunclillos |                         |  |
| 60       | 120                                    | 57         | vía de servicioA-40 N-403 Ávila E 90 A-5 Zoll AP-41 Madrid                                                                   | |                         |  |
| 61       | 120                                    |            | | vía de servicio |                         |  |
| 62       | 58                                     | 120        | | vía de servicio |                         |  |
| 63       | 120                                    | 59         | Olías del Rey-Bargas A-40 Maqueda Einkaufszentrum                                                                            | Olías del Rey-Bargas A-40 Maqueda Einkaufszentrum                                                                               |                         |  |
| 64       | 120                                    | 60         | vía de servicio | Camino de servicio |                         |  |
| 65       | 120                                    | 62         | vía de servicio | |                         |  |
| 66       | 120                                    | 62         | vía de servicio | vía de servicio |                         |  |
| 67       | 120                                    | 65         | Bargas aparcamiento viabilidad invernal                                                                                      | vía de servicio Bargas aparcamiento viabilidad invernal                                                                         | CM-4003                 |  |
| 68       | 120                                    | 66         | vía de servicio | |                         |  |
| 69       | 100                                    | 68A        | Ávila E 90 A-5 Toledo avda. Portugal                                                                                         | | N-403                   |  |
| 70       | 100                                    | 68B        | Toledo centro urbano | |                         |  |
| 71       | 100                                    | 68         | | Toledo TO-21 A-40 Ávila |                         |  |
| 72       | 100                                    | 69-70      | CM-4001 Mocejón TO-22 Zoll AP-41 Madrid                                                                                      | Toledo CM-4001 Mocejón TO-22 Zoll AP-41 Madrid                                                                                  |                         |  |
| 73       | 100                                    | 73         | E 5 A-4 Ocaña Toledo Sta. Bárbara polígono                                                                                   | Toledo Sta. Bárbara polígono E 5 A-4 Ocaña                                                                                      | N-400                   |  |
| 74       | 100                                    | 76         | Nambroca | Nambroca | CM-4059                 |  |
| 75       | 100                                    | km. 77,470 | Ende der Autovía de Toledo CM-42 Mora-Madridejos                                                                             | Beginn der Autovía de Toledo | CM-42                   |  |

## Größere Städte an der Autobahn
- Madrid
- Toledo